# 北川昇
北川 昇（きたがわ のぼる、1983年4月2日 - ）は日本の作曲家、合唱指揮者。兵庫県神戸市出身、兵庫県立長田高等学校、大阪音楽大学音楽学部作曲学科卒業。同大学院音楽研究科作曲研究室修了。アルティ声楽アンサンブルフェスティバル実行委員、コーラスめっせ幹事。

## 来歴
大学在学中の2004年、新潟アジア文化祭Asian Youth Choir 2004のオーディションに合格し、テノールとして参加したほか、2002年から2010年にかけてジャパンユース合唱団にも所属した。
作曲を下村正彦、千原英喜に師事。2005年4月2日に行われた「ジャパンユース合唱団 第5回演奏会 東京公演」にて、自身の処女作である合唱曲「ウソ」が初演され、作曲家としてスタートラインに立つ。それ以降は作曲活動の傍ら、さまざまな合唱団の客演指揮や講師、コンクール審査員としても活動する。
合唱団員として淀川混声合唱団（アンサンブルトレーナー）、なにわコラリアーズに所属している。Ensemble Radiance主宰。2015年には女声合唱団のEnsemble Spirandiを創設し、指揮者として指導にあたっている。
平成27年度全日本合唱コンクール課題曲に男声合唱曲「またある夜に」（作詩：立原道造）が採用された。また、2015年9月25日に放送されたTBS系テレビドラマ『表参道高校合唱部!』最終話のエンディングにおいて、北川が作曲した「ここから始まる」（作詩：みなづきみのり）の演奏シーンが放送された。

## 音楽
北川が合唱界で頭角を現したのは、合唱指揮者伊東恵司の推薦によるところが大きい。ジャパンユース合唱団や伊東傘下の各合唱団で歌いながら、「団員の中に作曲ができる人材がいる、ということは、合唱団にとって、そしてその指揮者にとって大きな財産である」 として重宝され、すでに2006年には伊東の指揮により初の出版譜である「シャガールと木の葉」の初演に至っている。このとき「誰もが歌っていて楽しくあるように」とした作曲のコンセプトは、後の北川作品の多くに引き継がれている。
「シャガールと木の葉」について松下耕は「この人（北川）も合唱団員であるから、パートの音域設定、リズム、旋律の運動性に無理と無駄がない。そして詩の韻律に忠実で、どの言葉もはっきりと理解できるように書かれている。そして、詩の持つドラマ性にあらがうことなく、寄り添い、理解と共感を伴いながら進んでゆく構成は、万人を納得させるものであろう」「北川さんは今後、合唱経験の中で、さらに多様な表現、イディオムを身に着けていかれることだろう。今後の活躍が、大いに期待される人である」と評している。

## 作品

### 混声合唱
- 無伴奏混声合唱のための「シャガールと木の葉」
- 無伴奏混声合唱曲集「ここから始まる」
- 混声合唱のための「かなうた 第1集」
- 混声合唱組曲「まだ見ぬあなたへ」
- 無伴奏混声合唱組曲「わらひのひらめき」
- 混声合唱のための「南風に乗せて」
- 無伴奏混声合唱組曲「くじけない」
- 混声合唱組曲「わが歌は」
- 混声合唱組曲「うたふやうにゆつくりと……」
- 無伴奏混声合唱曲「海の色 山の色」
- 無伴奏混声合唱曲「翼」
- 無伴奏混声合唱組曲「今日も」
- 混声合唱組曲「やさしさとさびしさの天使」
- 無伴奏混声合唱組曲「心よ」
- 無伴奏混声合唱組曲「ぼくのピース」
- 無伴奏混声合唱曲「はきものをそろえる」
- 混声合唱のための「かなうた 第3集」

### 男声合唱
- 無伴奏男声合唱組曲「あの日たち」
- 無伴奏男声合唱のための「シャガールと木の葉」
- 男声合唱のための「Lux aeterna」
- 男声合唱組曲「まだ見ぬあなたへ」
- 無伴奏男声合唱組曲「心の翼」
- Ubi Caritas et amor
- 無伴奏男声合唱曲「翼」
- 無伴奏男声合唱曲「はきものをそろえる」

### 女声合唱
- 女声合唱のための「きょうはきょうきょう」～わらべうたによるエチュード～
- 女声合唱のための「かなうた 第2集」
- 女声合唱曲集「いつかの木から」
- 女声合唱曲集「陽の中に」
- 無伴奏女声合唱曲集「見えないもの」
- 女声合唱組曲「やさしさとさびしさの天使」
- 無伴奏女声合唱曲「翼」
- 女声合唱組曲「繰り返す音よ」